# Stronghold 2
Stronghold 2 — стратегия в реальном времени, выпущена Firefly Studios в 2005 году. Третья по счёту игра серии Stronghold, является последователем Stronghold Crusader (2002) и сюжетным продолжением Stronghold (2001). Игра симулирует строительство и оборону средневекового замка. Игровая система больше напоминает систему из Stronghold Crusader с некоторыми изменениями. На движке этой игры с некоторыми изменениями была создана игра Stronghold Legends с фэнтезийным сюжетом. Игра выпущена в нескольких версиях (до 1.4.1), различающихся количеством компьютерных противников и незначительными изменениями в параметрах игры.

## Геймплей
Игрок начинает игру лордом, который правит средневековым замком. Используя доступные ресурсы, он строит жилые и военные здания, мастерские, постройки для добычи ресурсов и пищи. Свободные крестьяне автоматически выбирают себе работу, если для них есть рабочие места (свободные здания), вмешательство игрока здесь минимально. Больше внимания приходится уделять военным постройкам. Войска также нанимаются из свободных крестьян (рекрутов). Военными юнитами можно управлять как индивидуально, так и в группе. Иногда случаются сражения, в которых участвуют сотни воинов на каждой стороне. Одно из отличий от первой части заключается в том, что игрок может приобрести некоторых военных юнитов, только обладая определённым количеством «чести» (игровой ресурс, получаемый за популярность, проведенные балы, турниры, пиры). Имения — полуавтономные деревни, без замка и защитных стен. Управляются как игроком, так и искусственным интеллектом. Они производят собственные товары, которые игрок может переслать в свой замок или замок своих союзников с помощью телеги.
Как и в оригинальной Stronghold, помимо кампаний (военной и экономической), игрок может выбрать и другие режимы игры: Свободное строительство, Схватка за корону, Осада, Путь Завоевателя, Экономические и военные миссии. Есть возможность создавать собственные карты и играть на них, либо обмениваться картами с другими игроками. В игре присутствует мультиплеер с возможностью игры как по сети Интернет, так и по локальной сети.

## Сюжет
История отсылает нас в Средневековье. Великая Англия снова воссоединилась под властью короля после последней битвы с герцогом де Вольпе по прозвищу «Волк». Сэр Лонгарм и главный герой первой части Stronghold ушли на заслуженный покой.
Сэр Вильям (Sir William) делает Мэтью Стила (Matthew Steele) — игрока — своим пажом. Сэр Вильям был захвачен неизвестными врагами, но Стил спас его. Во время побега Сэр Вильям и Мэтью Стил разбивают лагерь. Затем Сэр Вильям учит Стила.
Ведут вас через всю игру два советника:
1. Том Симкинс (Tom Simpkins), который учит вас экономике, давая советы о том, как лучше добывать и распределять пищу и ресурсы. Один из подчинённых сэра Вильяма.
2. Констебль Бриггс (Constable Briggs), направляющий вас в сражении — он предупреждает вас о нападении и консультирует в вопросах о стратегии в нападении и защите замка. Один из подчинённых сэра Вильяма.

## Экономика
Экономическая система практически не изменена по сравнению с первой частью. Основополагающим фактором остаётся популярность — степень уважения крестьянами. Единственным отличием является новый ресурс — «Честь», которую игрок может получить за пиры, наказания преступников, религию (церковь и монастырь), рыцарские турниры и т. д. Для пиров нужна особая еда, не такая, какую потребляют крестьяне. В связи с этим в игре появились дополнительные здания, производящие пищу только для лорда. Честь необходима для найма большинства юнитов. Появились овцы, ткань, свечи, гуси, угри, вино, виноград, овощи и т. п. Появилась преступность, нечистоты и крысы. С ними надо бороться, иначе это может сильно повредить популярности и экономике.

## Война
Военная система не претерпела значительных изменений. От игры Stronghold Crusader эту игру отличают только изменившиеся юниты, а также система осадных орудий. Добавилась возможность (сравнительно недоработанная) выстраивать войска в построения.

### Воины
Основные воины остались всё те же: копейщик, лучник, арбалетчик, пехотинец, пикинёр, мечник и рыцарь. К ним добавились крестьяне с вилами. Рыцари стали заметно сильнее и дороже всех остальных юнитов, могут воевать как в пешем, так и в конном строю. Дальность полёта стрел арбалетчиков заметно меньше, чем у лучников, а пробивная сила и защита — гораздо больше. Кроме основных юнитов есть дополнительные воины-наёмники: берсерки, воины-пикты с лодками, конные лучники, ассасины (убийцы), топорометатели, разбойники, легковооружённые всадники, воры (крадут золото из сокровищницы противника, притворившись крестьянами). Некоторые из них дублируют существующих основных воинов.

### Военные машины
В этой игре уничтожать каменные стены, ворота и башни можно только осадными орудиями. Специально для сноса ворот существуют тараны, а для разрушения стен, ворот и башен — метательные машины (катапульты и требушеты). Для подъёма войск на вражеские стены имеются два типа осадных башен. Для защиты своих войск от стрел и болтов противника есть мантелеты и щиты. Также есть баллисты и огненные повозки для поджигания строений врага. Всё это можно нанять в осадном лагере, который может строится прямо на землях противника. На башнях для защиты можно установить мангонели и башенные баллисты.
К вспомогательным юнитам относятся инженеры и носители лестниц. Их можно нанять в гильдии инженеров. Инженеры необходимы для ремонта стен. Осадные рабочие с лестницами нанимаются прямо в осадном лагере и могут приставлять свои лестницы к стенам врага.

## Отзывы
| Сводный рейтинг | Сводный рейтинг |
| Агрегатор       | Оценка          |
| --------------- | --------------- |
| GameRankings    | 65,49 %         |

Летом 2018 года, благодаря уязвимости в защите Steam Web API, стало известно, что точное количество пользователей сервиса Steam, которые играли в Stronghold 2: Steam Edition хотя бы один раз, составляет 300 020 человек.